# William Rothlein
William Rothlein (* 16. März 1943 in New York City) ist ein US-amerikanischer Theaterschauspieler, der auch vereinzelt in Filmen kleine Rollen spielte, und ein Model.

## Karriere
Der Sohn eines Österreichers und einer Amerikanerin arbeitete in New York als Model und nahm nebenbei Schauspielunterricht.
Rothlein ging nach Europa, machte da die Bekanntschaft mit Salvador Dalí, für den er in Spanien Modell stand. Bei Federico Fellini arbeitete er als Statist. Durch Zufall lernten der Produzent Franz Marischka und sein Halbbruder Georg Marischka Rothlein kennen und engagierten ihn als Haukaropora in dem Karl-May-Filmprojekt Das Vermächtnis des Inka. Ein weiteres Projekt, Der schwarze Gerard, wurde nicht realisiert, da Das Vermächtnis des Inka kein finanzieller Erfolg wurde. Rothlein kehrte zurück in die USA und lebte dort elf Jahre in Los Angeles, wo er als Theaterschauspieler engagiert war.
1980 kehrte er zurück nach New York, wo er weiterhin Theater spielte. Auf der großen Kinoleinwand wurde er nur noch in kleineren Rollen gesehen.

## Filmografie
- 1965: Julia und die Geister
- 1965: Das Vermächtnis des Inka
- 1971: Threshold
- 1983: Der Honorarkonsul
- 1985: Rambo 2 - Der Auftrag
- 1987: Walker
- 1988: First Fighter
- 1995: Draussen lauert der Tod
- 1996: Tachgebuch eines Dealers
- 1996: Bad Liver & A Brooker Heart
- 1996: Hamlet
- 1998: The Zen-Masters
- 1998: Große Erwartungen
- 1998: The Call Back
- 2000: Double Down
- 2004: Sad Spanish Song
- 2009: In My Life
- 2010: Grand Slammend
- 2012: Angels